# Erich Spahn
Erich Spahn (Dachsen, 17 d'agost de 1948 - Dachsen, 19 de desembre de 2009) va ser un ciclista suís que competí professionalment de 1968 a 1974. El seu èxit més important va ser la medalla de plata als Campionats del món en ruta de 1968 a la prova de Contrarellotge per equips.

## Palmarès en ruta
- 1968
  - Vencedor de 2 etapes a la Volta a Grècia
- 1969
  - 1r al Tour de Kaistenberg
- 1971
  - 1r al Tour del Nord-oest de Suïssa
- 1972
  - 1r al Tour del Nord-oest de Suïssa

### Resultats al Giro d'Itàlia
- 1972. Abandona
- 1974. 61è de la classificació general.

## Palmarès en pista
- 1970
  - 1r als Sis dies de Zuric (amb Peter Post i Fritz Pfenninger)
  -  Campió de Suïssa en Òmnium
- 1974
  -  Campió de Suïssa en Òmnium